# Kloster Căpriana

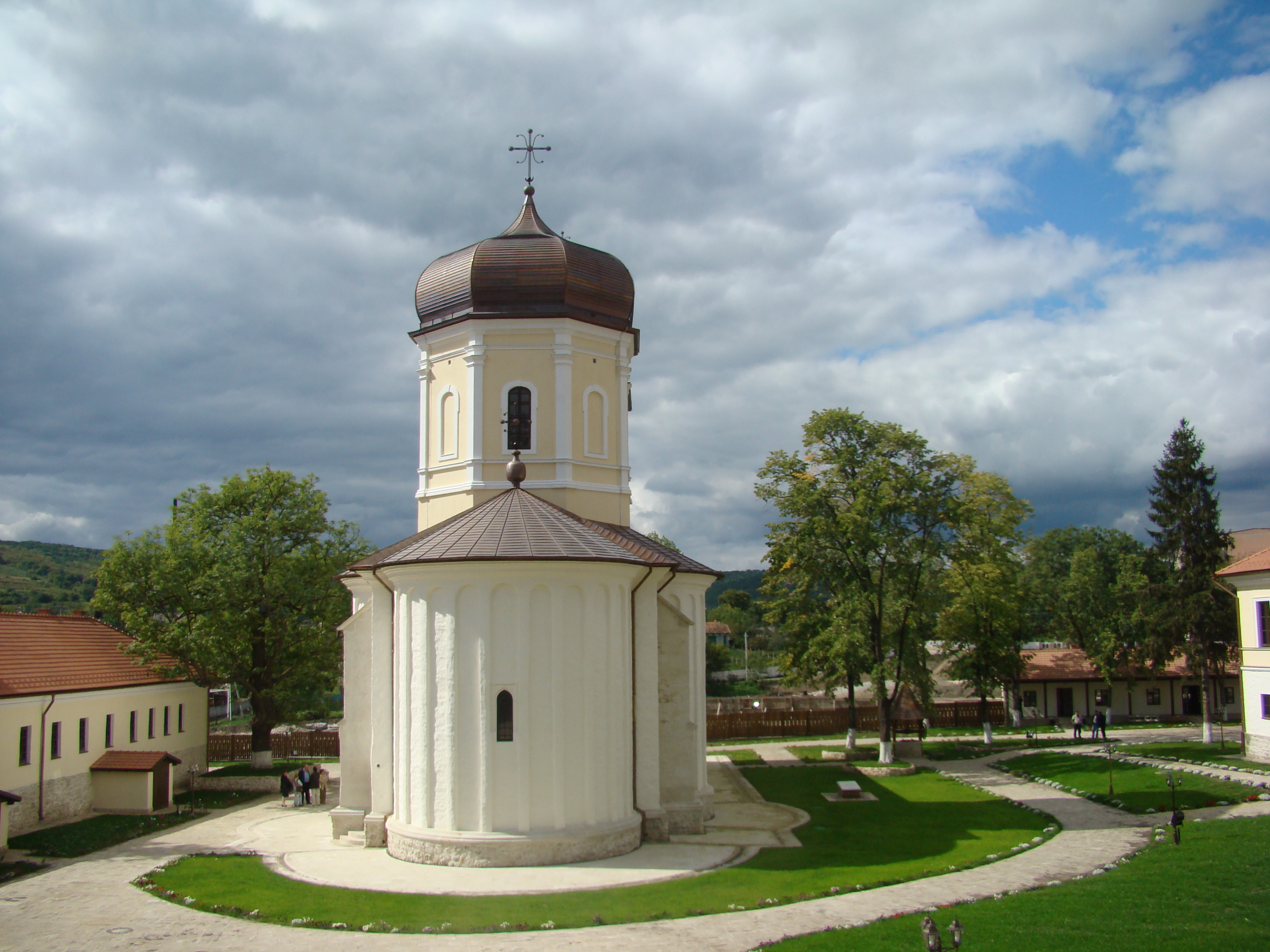
Von Stefan dem Großen erbaute Steinkirche

Das Kloster Căpriana ist ein Kloster in Căpriana, Rajon Strășeni, Republik Moldau. Es befindet sich etwa 40 km nordwestlich von Chișinău.

## Geschichte
Die erste urkundliche Erwähnung des Klosters Căpriana erfolgte im Jahr 1429 in einer Urkunde des moldauischen Fürsten Alexander der Gute. Ursprünglich aus Holz erbaut, erhielt es einige Jahrzehnte später unter der Herrschaft Stefans des Großen eine steinerne Kirche. In den Folgejahren verfiel das Kloster zusehends, bis der Woiwode Peter IV Rareș es in den Jahren 1542 bis 1545 wiedererrichten ließ.
Während der Russischen Herrschaft über Moldau wurde im Jahr 1903 das Gebäudeensemble mit dem Bau der Winterkirche nochmals erweitert. Zu Sowjetzeiten jahrzehntelang geschlossen, wurde das Kloster zwischen 2003 und 2005 umfangreich saniert.

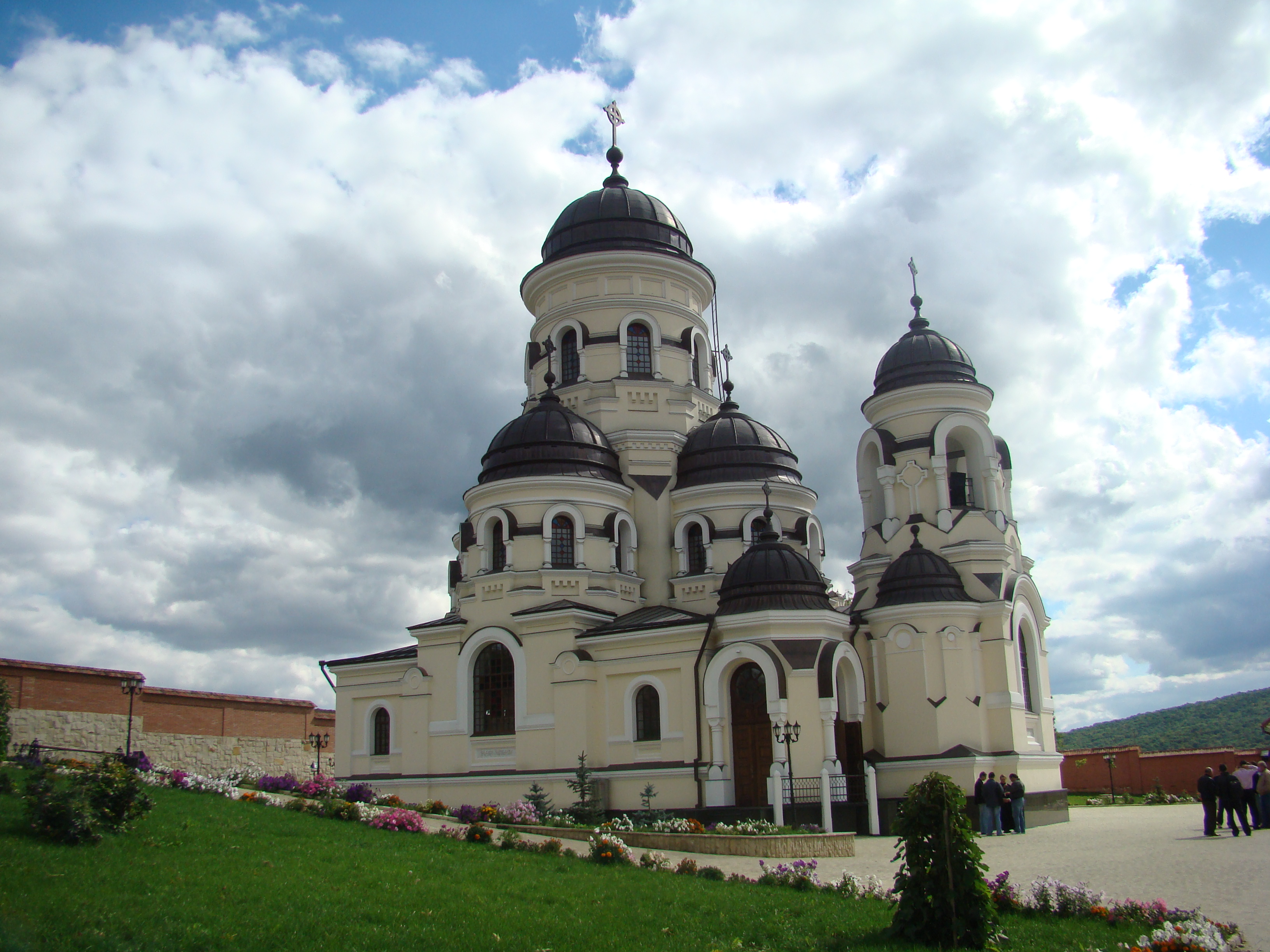
1903 erbaute Winterkirche

## Sonstiges
Aufgrund seiner großen kulturellen Bedeutung für Moldau dient das Kloster Căpriana als Motiv für die Rückseite der 1-Leu-Banknoten.

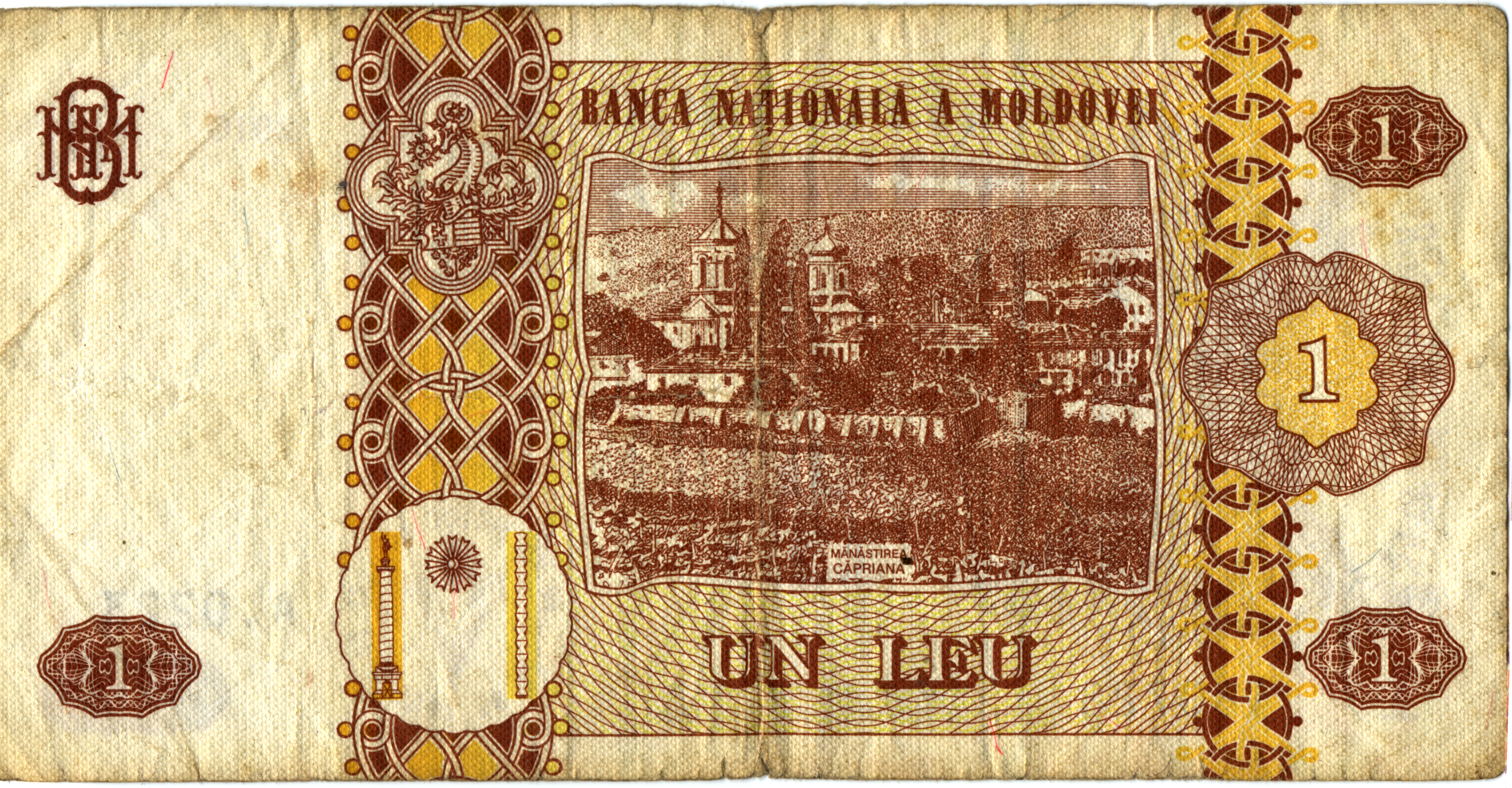
1-Leu-Banknote.